# Reuterwanne
Die Reuterwanne ist ein 1539 m ü. NHN hoher Berg in den Allgäuer Alpen. Sie liegt bei Wertach, an der Grenze zu Jungholz. Ihre Alleinlage und leichte Besteigbarkeit macht die Reuterwanne zu einem ausgezeichneten Aussichtsberg.

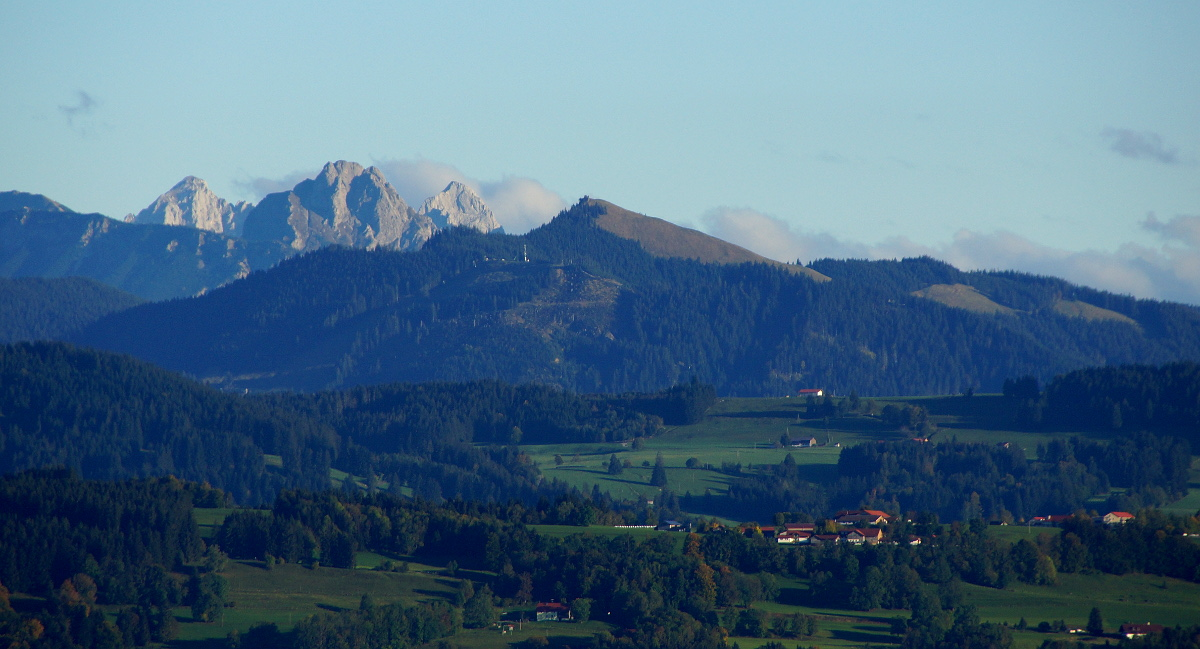
Die Reuterwanne vom Mariaberg in Kempten
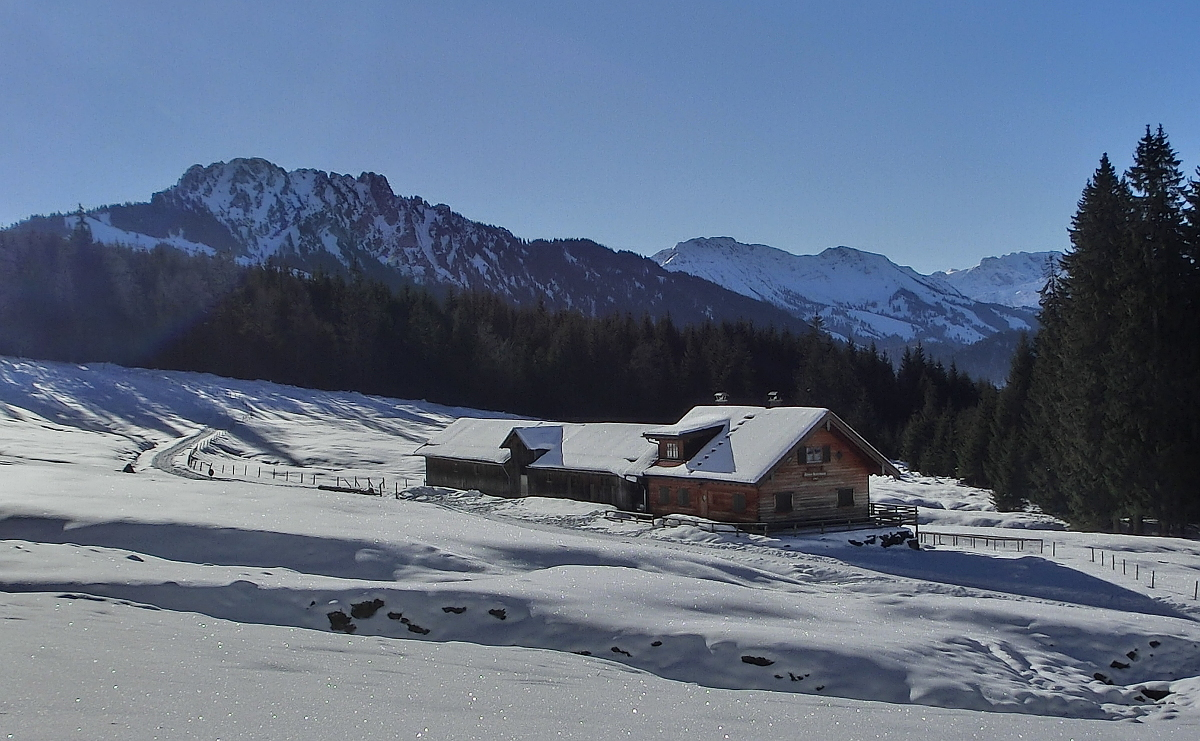
Alpe Untere Reuterwanne und Sorgschrofen
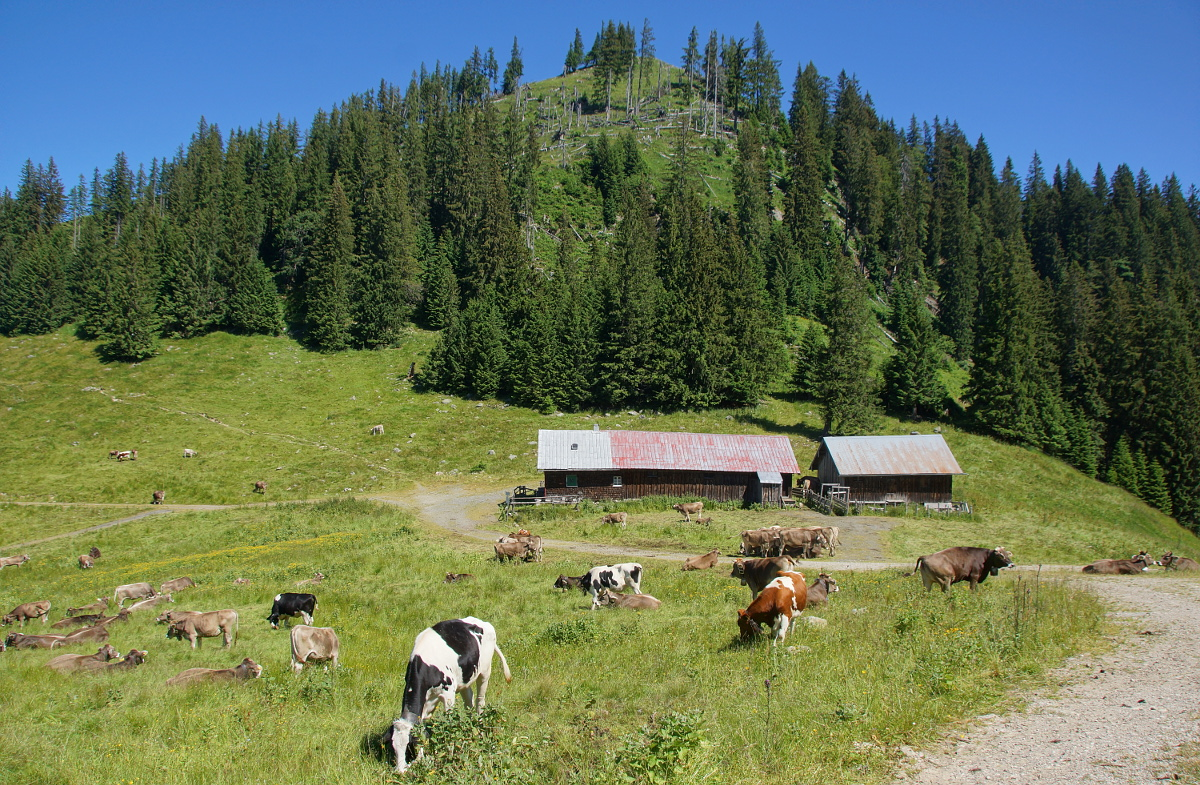
Alpe Obere Reuterwanne
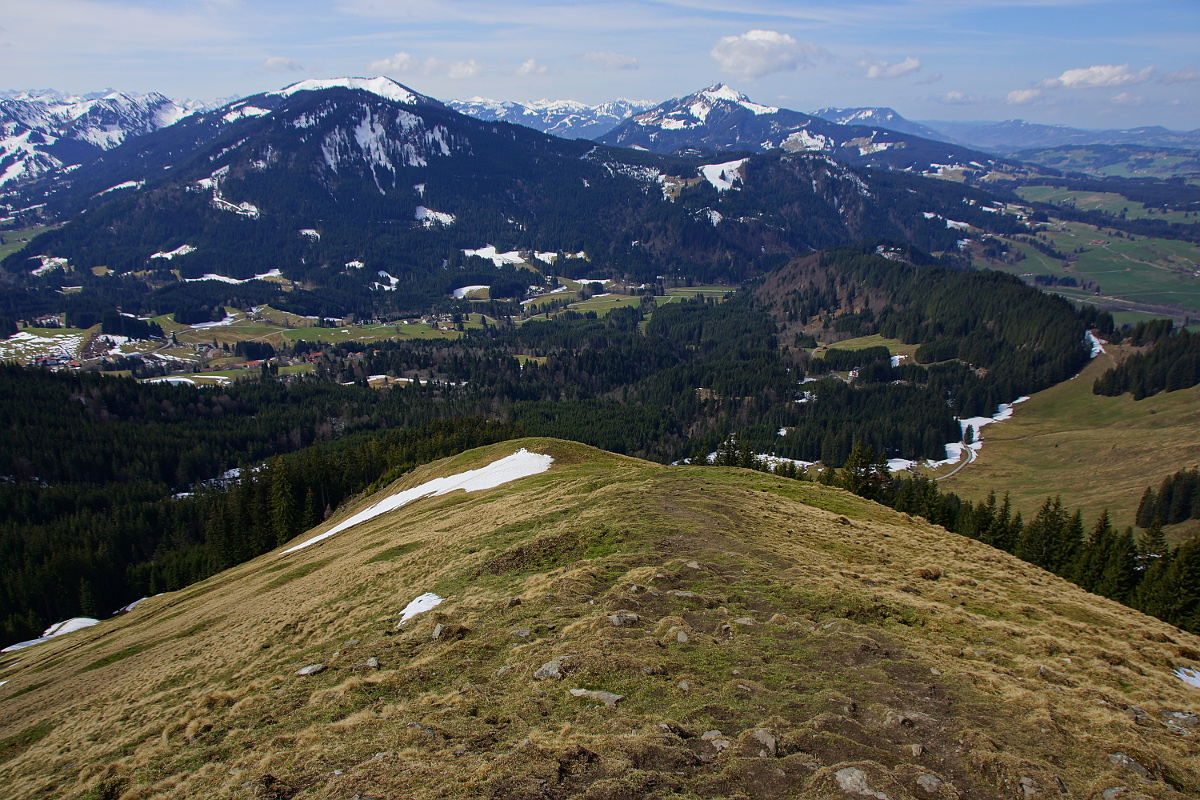
Blick von der Reuterwanne nach Westen auf Wertacher Hörnle und Grünten